# Adventure Time: Hey Ice King! Why'd You Steal Our Garbage?!
Adventure Time: Hey Ice King! Why'd You Steal Our Garbage?! (em português: Hora de Aventura: Ei Rei Gelado! Por Que Você Roubou Nosso Lixo?!, abreviado por Adventure Time: The Game) é um jogo eletrônico que foi planejado para lançar em 13 de novembro de 2012 para Nintendo DS e Nintendo 3DS. O jogo foi anunciado em 8 de maio de 2012 e é um side-scrolling 2D.

## Enredo
No jogo, Finn e Jake precisam recuperar um monte de lixo que foi roubado pelo Rei Gelado para criar uma princesa. Para impedir os planos do Rei, a dupla precisará passar por várias fases da Terra de Ooo, onde vão encontrar tesouros inimagináveis.

## Jogabilidade
A tela de cima mostra Finn e Jake, que tem habilidades como ataques, correr e saltar. Também há Power-Ups e itens que melhoram as suas habilidades. Na tela de baixo, há um inventário, parecido com o do jogo Minecraft, que mostras seu itens recolhidos ao longos das fases como poções, espadas, comida, chaves, mapas, etc. É um típico jogo de aventura, plataforma, e um pouco de exploração.

## Edição de colecionador
Em 12 de julho de 2012, foi revelado que o jogo teria uma edição de colecionador de ambos DS e 3DS. Ele inclui uma capa de aço, caso do Enchiridion (manual do Finn), um livreto com ilustrações Pendleton Ward, um cartaz de Ooo, e uma caneta projetada com base na espada de Finn.

## Recepção

### Crítica
O jogo é dividido entre os críticos. No Metacritic tem recepção mista de 67/100 da crítica e 7,2 do público(nota mista também)A IGN deu um review positivo de 8,5 e diz que "Fãs do Adventure Time, a espera acabou. O primeiro jogo do programa é totalmente matemático", ele também elogiou a trilha sonora, mas, criticou a falta de dublagemO brasileiro Voxel deu também um review positivo 80/100 (em todas as plataformas), mais diz que "Por mais que adversários não faltem o game não te incentiva a enfrentá-los, Desse modo, em pouco tempo, você deixa de se importar com os combates e procura apenas encontrar os itens necessários para realizar as missões disponíveis em toda a Terra de Ooo — acabando com a graça do game pela metade".